# Ce qu'il restera de nous
Pour plus de détails, voir Fiche technique et Distribution.
Ce qu'il restera de nous est un moyen métrage français réalisé par Vincent Macaigne sorti en salle en 2012.

## Synopsis
Thibault, marginal et adepte du land art, philosophe sur la bassesse humaine le jour de l'enterrement de son père. Son frère Anthony a lui suivi les conseils de son père en abandonnant ses talents de pianiste pour suivre HEC, se mariant et faisant un enfant avec Laure. Ayant des problèmes financiers, il espère récupérer sa part de l'héritage. Mais son père le déshérite en faveur de Thibault. S'ensuit une confrontation entre les trois protagonistes.

## Fiche technique
- Titre : Ce qu'il restera de nous
- Réalisation, Scénario, Image, Montage : Vincent Macaigne
- Son : Romain Vuillet
- Musique : Nihil Bordures
- Pays :  France
- Langue : français
- Couleur : couleur
- Société de production : Kazak Productions
- Société de distribution : NiZ!
- Dates de sortie : 
  -  France : 29 février 2012

## Distribution
- Thibault Lacroix : Thibault
- Anthony Paliotti : Anthony
- Laure Calamy : Laure
- Thomas Blanchard : l'homme au bar
- Dan Artus : l'homme sur le canal

## Tournage
Le film a été tourné à Orléans

## Distinctions
- 2012 : Grand Prix, Prix de la presse Télérama et Mention spéciale du Jury jeunes au Festival international du court-métrage de Clermont-Ferrand[2],[3]
- 2012 : Meilleure interprétation pour Thibault Lacroix au Festival Silhouette de Paris
- 2012 : Nommé au Festival international du film chiant[4]
- 2013 : Nommé aux César du meilleur court métrage